# Mậu Cảng
Mậu Cảng (chữ Hán giản thể: 茂港区, âm Hán Việt: Mậu Cảng khu) là một huyện thuộc địa cấp thị Mậu Danh, tỉnh Quảng Đông, Cộng hòa Nhân dân Trung Hoa. Quận Mậu Cảng có diện tích 372 km², dân số 460.000 người. Mã số bưu chính của Mậu Cảng là 525027. Quận này được chia thành các đơn vị hành chính gồm 2 nhai đạo, 5 trấn.
- Nhai đạo biện sự xứ: Nam Hải, Cao Địa.
- Trấn: Sa Viện, Tiểu Lương, Thất Khinh, Pha Tâm, Dương Giác.